# Joakim Göthberg
Joakim Göthberg, född 11 juni 1974, är en svensk artist, sångare, musiker och låtskrivare. Han är  även känd under artistnamnen Grave, Af Gravf och Af Grave.
Göthberg började spela trummor då han var 10 år gammal. Han kom senare att spela i gruppen Marduk där han spelade gitarr och trummor 1990-93 och sjöng 1993-95. Han startade gruppen Darkified, men gruppen lades ned efter första skivan. År 1995 lämnade Göthberg Marduk och bildade istället Cardinal Sin tillsammans med bland annat John Zwetsloot och Magnus Devo Andersson. I Cardinal Sin spelade Göthberg trummor och sjöng.
Jesper Strömblad från gruppen In Flames tog samtidigt kontakt med Göthberg och ville att han skulle sjunga på två demolåtar på den kommande skivan The Jester Race, eftersom In Flames vid den här tidpunkten stod utan sångare. Han sjunger också i låten Dead Eternity på EP:n Subterranean. Mötet med Strömblad ledde även till att gruppen Dimension Zero bildades och Göthberg sjöng i bandet under åren 1996-98, 2000-08 och 2014-16.
Sedan 2004 spelar Göthberg trummor i gruppen Nifters.